# Matthias Marschik
Matthias Marschik (* 1957 in Wien) ist ein österreichischer Kulturwissenschaftler, Medienwissenschaftler und Sporthistoriker.

## Biographie
Nach dem Abitur am jesuitischen Realgymnasium Albertus-Magnus-Schule 1975 studierte Matthias Marschik bis 1983 an der Universität Wien Jura, Psychologie und Kunstgeschichte. Nach seinem Zivildienst an der psycho-biologischen Forschungsstation der Psychiatrischen Universitätsklinik AKH wurde er 1986 Mitarbeiter im Verein für Konsumenteninformation, während er weiter Psychologie studierte. Von 1987 an war er freier Mitarbeiter von Zeitungen und Zeitschriften in Österreich.
1990 promovierte Marschik zum Thema Literatur gegen Therapie. Im Jahr darauf war er Mitbegründer des sozialwissenschaftlichen Forschungsinstituts IBRIS (Institut für biologische Sozialwissenschaft) und von 1991 bis 1996 wissenschaftlicher Mitarbeiter am Wiener Institut für Schreibpädagogik und Schreibtherapie (WISS). 2003 erfolgte seine Habilitation zum Privatdozenten an der Sozialwissenschaftlichen Fakultät der Universität Linz; sein Fach war Zeitgeschichte mit besonderer Berücksichtigung der Cultural Studies. Er hat weitere Gastprofessuren und Lehraufträge an den Universitäten Wien, Klagenfurt, Linz, Salzburg und Zürich für u. a. Psychologie, Medienwissenschaft, Künstlerische und Industrielle Gestaltung sowie Zeitgeschichte inne. In seinen Publikationen setzt er sich mit der Alltagsgeschichte, vor allem in der Sportgeschichte auseinander.
Marschiks besonderes Verdienst ist, dass er die Cultural Studies in die Sportgeschichte einführte.

## Auszeichnungen
- 1992: Verleihung des Theodor Körner-Preises für Wissenschaft und Kunst
- 1997: Förderungspreis der Stadt Wien für Wissenschaften
- 2002: Fellow des European Committee for Sports History
- 2007: Verleihung des Herbert-Steiner-Preises

## Publikationen (Auswahl)
- Vom Herrenspiel zum Männersport. Die ersten Jahre des Wiener Fußballs. Wien 1997. ISBN 978-3-85132-151-7.
- Mit Roman Horak: Das Stadion – Facetten des Fussballkonsums in Österreich. Eine empirische Untersuchung. Wien 1997. ISBN 978-3-85114-233-4.
- Mit Doris Sottopietra: Erbfeinde und Haßlieben. Konzept und Realität Mitteleuropas im Sport. Münster/Hamburg/London 2000. ISBN 978-3-8258-5093-7.
- Heldenbilder. Kulturgeschichte der österreichischen Aviatik. Münster/Hamburg/London 2000. ISBN 978-3-8258-6462-0.
- Frauenfussball und Maskulinität. Geschichte – Gegenwart – Perspektiven. Münster/Hamburg/London 2003. ISBN 978-3-8258-6787-4.
- Massen, Mentalitäten, Männlichkeit : Fußballkulturen in Wien. 2005. ISBN 978-3-902416-03-2.
- Mit Andreas Tröscher und Edgar Schütz: Das große Buch der österreichischen Fußballstadien. Göttingen 2007. ISBN 978-3-89533-581-5.
- Cultural studies und Nationalsozialismus. Aspekte eines Geschichtsbildes. Wien/Berlin 2011. ISBN 978-3-85132-576-8.
- Mit Georg Spitaler: Leo Schidrowitz. Autor und Verleger, Sexualforscher und Sportfunktionär. Hentrich & Hentrich, Berlin 2015. ISBN 978-3-95565-093-3.
- Mit Rolf Sachsse: Rauchende Sportler. Ein obszönes Sujet. Verlagshaus Hernals, Wien 2017. ISBN 978-3-902975-52-2.
- Depicting Hakoah. Images of a Zionist Sports Club in Interwar Vienna. In: Historical Social Research, 43 (2018) 2. doi:10.12759/hsr.43.2018.2.129-147.
- mit Christian Koller (Hrsg.): Die ungarische Räterepublik 1919. Innenansichten – Außenperspektiven – Folgewirkungen. Wien: Promedia, 2018
- Theodor Schmidt. Ein jüdischer „Apostel der Olympischen Idee“ (= Jüdische Miniaturen. Nr. 215). Hentrich & Hentrich, Berlin 2018, ISBN 978-3-95565-253-1.
- mit Bernhard Hachleitner/Rudolf Müllner/Johann Skocek: Etappenziel Österreich: Radsport 1930 bis 1950 – Helden, Raum und Nation (= Zeitgeschichte im Kontext). Vienna University Press, 2023, ISBN 978-3-8471-1642-4.